# Domaníky
Domaníky (in tedesco Doming, in ungherese Dömeháza) è un comune della Slovacchia facente parte del distretto di Krupina, nella regione di Banská Bystrica.